# Arminisaurus

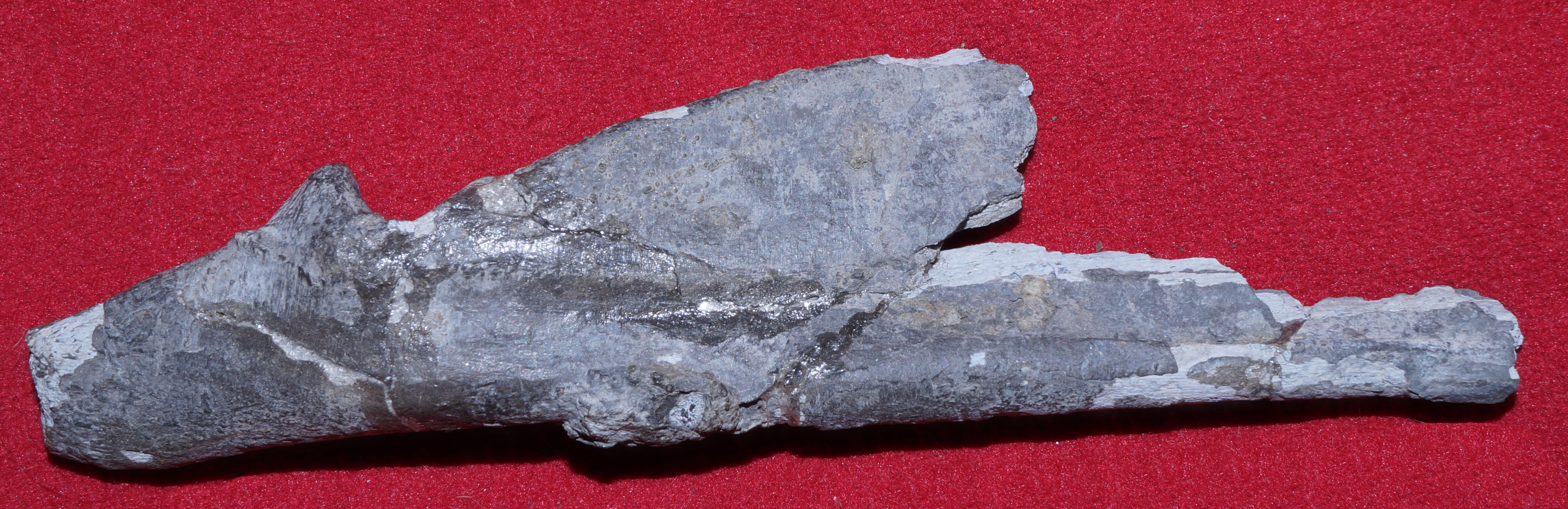
Mandíbula inferior fragmentaria de Arminisaurus schuberti

Arminisaurus (que significa "lagarto de Arminio") es un género de plesiosaurio pliosaurido  que vivió durante el Jurásico Inferior en lo que hoy es Alemania. Junto a Westphaliasaurus y Cryonectes, Arminisaurus es solo el tercer taxón de plesiosaurio que se describió del piso Pliensbachiense. El holotipo y único espécimen conocido es un esqueleto fragmentario (alrededor del 40 por ciento completo), que comprende una mandíbula inferior incompleta, dientes, vértebras y elementos de la cintura pectoral y las aletas. El animal tenía una longitud corporal estimada de 3 a 4 metros.

## Descubrimiento y etimología
El holotipo fue descubierto a principios de la década de 1980 por el coleccionista de fósiles con sede en Hannover Lothar Schulz en el hoyo de arcilla ahora abandonado Beukenhorst II, ubicado en el distrito Bielefeld de Jöllenbeck. Posteriormente, el espécimen se entregó al paleontólogo aficionado Siegfried Schubert, quien lo transfirió al Naturkunde-Museum Bielefeld en 2015 (número de acceso : NAMU ES/jl 36052).

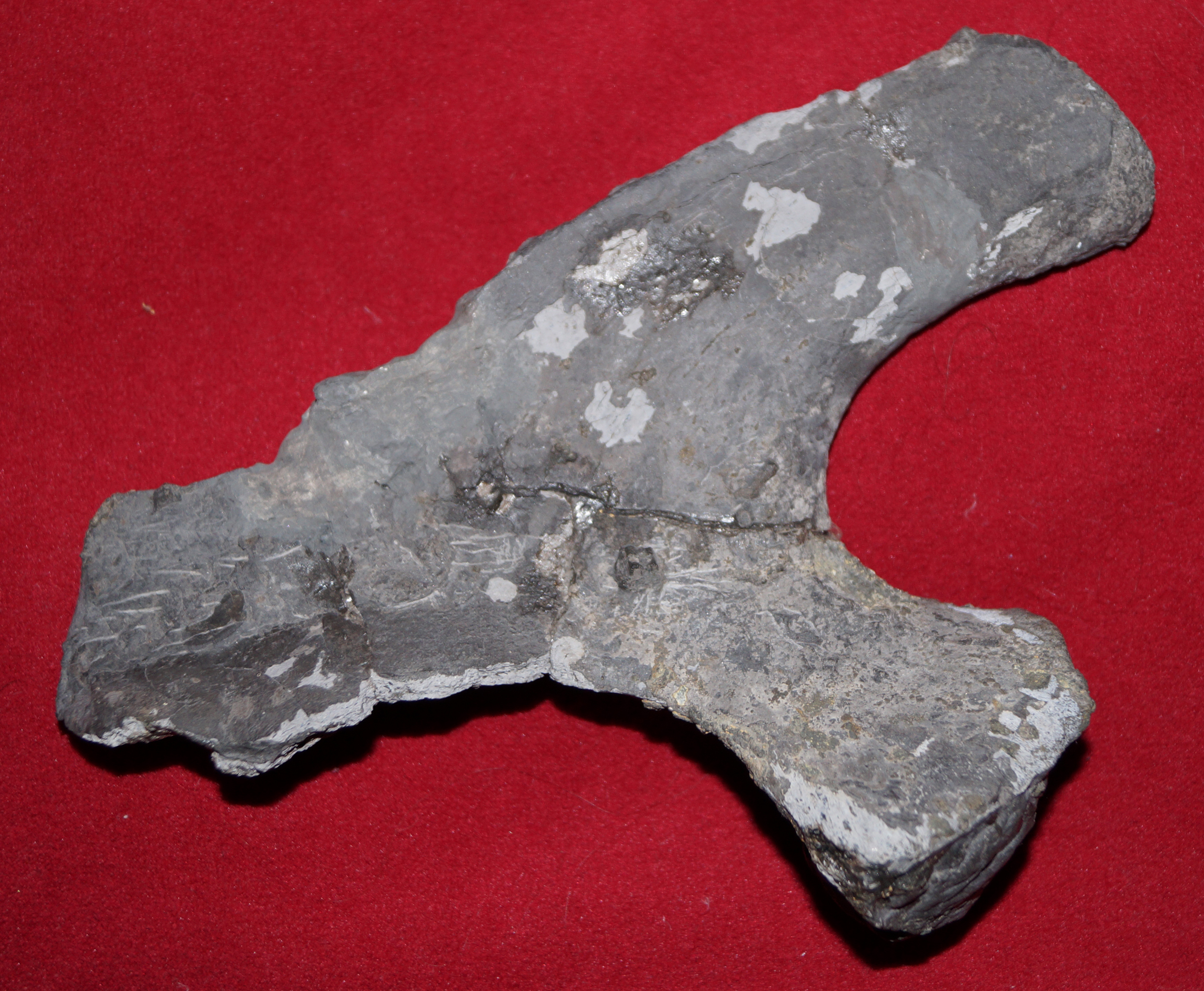
Escápula derecha de Arminisaurus schuberti

Arminisaurus schuberti fue descrito en 2018 por Sven Sachs y Benjamin Kear. El nombre genérico Arminisaurus hace referencia a Arminio, jefe de la tribu querusca que derrotó a tres legiones romanas en la batalla del bosque de Teutoburgo en el año 9 d. C. y es un homenaje a la región donde se encontró el espécimen. El nombre de la especie schuberti honra a Siegfried Schubert por sus contribuciones (incluidas numerosas publicaciones científicas), mejorando el conocimiento de la geología de la región de Bielefeld.

## Clasificación

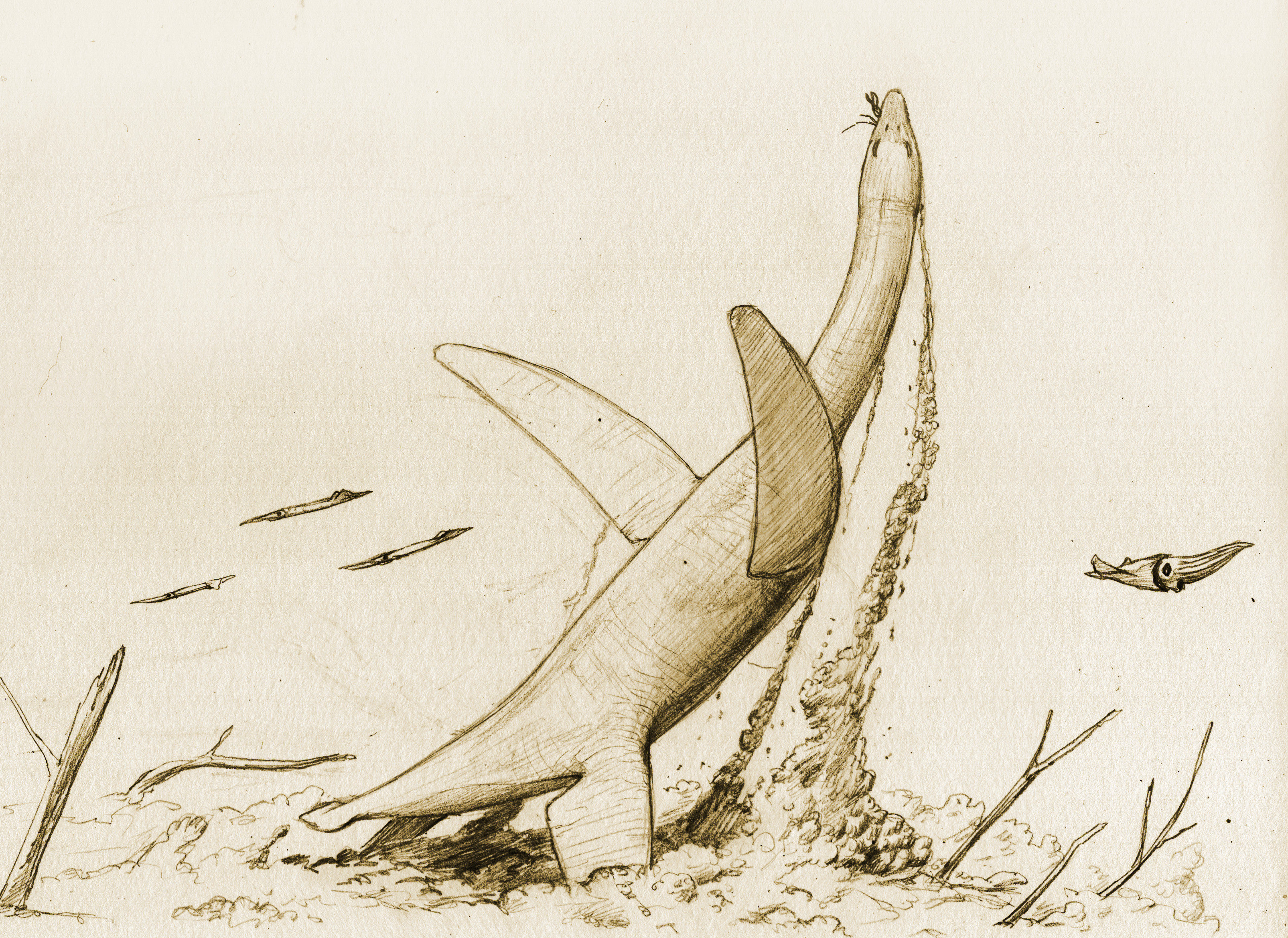
Arminisaurio en su entorno natural

Un análisis cladístico encontró que Arminisaurus schuberti era un miembro de la familia Pliosauridae, un clado de plesiosaurios distribuido globalmente que se conoce desde el Jurásico temprano hasta principios del Cretácico tardío. Arminisaurus era un pliosaurido basal y se diferencia de otros miembros del clado por una combinación de caracteres que se encuentran en la mandíbula, las vértebras del cuello y la escápula. Estos caracteres se comparten con el grupo de plesiosaurios Leptocleidia que se produjo unos 50 millones de años más tarde en el tiempo.